# Hattingen
Hattingen település Németországban, azon belül Észak-Rajna-Vesztfália tartományban. Lakosainak száma 54 620 fő (2023. december 31.). Hattingen Wuppertal, Witten, Velbert és Langenberg községekkel határos.

## Népesség
A település népességének változása:
| Lakosok száma | 58 351 | 55 510 | 54 628 | 54 562 | 54 061 | 54 637 | 54 620 |
|               | 1975   | 2010   | 2017   | 2019   | 2021   | 2022   | 2023   |